# Víctor Rogelio Ramos
Víctor Rogelio Ramos (Rosario, Provincia de Santa Fe, Argentina; 4 de septiembre de 1958) es un exfutbolista argentino. Jugaba como delantero y su primer equipo fue Newell's Old Boys. Su último club antes de retirarse fue Unión de Santa Fe.
Es el máximo goleador en la historia de Newell's Old Boys contando sólo la era profesional de AFA (1939 - presente), con un total de 103 goles.

## Trayectoria
Apodado "Condorito", Víctor Rogelio Ramos nació en 1958 en la ciudad de Rosario. Comenzó su carrera como futbolista en el Club Río Negro de la mencionada ciudad.
En 1975, a la edad de 16 años, llega a Newell's Old Boys donde iniciaría su carrera profesional. Junto a él llegaría también Juan Simón.

### Newell's Old Boys
Ramos comenzó su carrera en divisiones inferiores de Newell's Old Boys desempeñándose como volante central.
Al corto tiempo lo vio Jorge Griffa, coordinador de divisiones inferiores en ese entonces, y le dijo: "usted tiene panorama y usted debe llegar al área...", y así fue como, en 1978 en Parque Patricios frente a Huracán, debutó como delantero.
Al año siguiente, el 8 de julio de 1979, "Condorito" convirtió su primer gol nuevamente contra Huracán, a los 29 minutos del primer tiempo, siendo este el cuarto gol con el que Newell's Old Boys vencería por 5-1.
Años después, en 1983, se consagraría goleador del Torneo Metropolitano 1983, totalizando 20 goles.

### Su paso por Francia
A fines de 1984, Ramos se fue de Newell's Old Boys para incursionar en el fútbol de Francia.
Su desembarco sería en Nantes, club en el que continuaría su carrera como futbolista hasta el año 1985, y en el cual obtendría un subcampeonato de liga francesa.
Posteriormente sería transferido al Toulon, club en el cual permanecería hasta mediados de 1987.

### Regreso a Argentina
En el año 1987 Ramos retornó a Newell's Old Boys, donde prosiguió su carrera hasta 1989.
En 1988 fue parte del plantel que obtuvo el Campeonato de Primera División, segundo título de Liga nacional de AFA de Newell's Old Boys. Conformó la delantera más goleadora del campeonato, junto a Roque Alfaro y Sergio Almirón.
Aquel plantel es recordado no solo por el campeonato obtenido, sino también por haber estado conformado únicamente con futbolistas provenientes de las inferiores del club, hecho único en el fútbol argentino, y pocas veces acontecido en el fútbol mundial.
Integró también el plantel de Newell's Old Boys que disputó la Copa Libertadores de 1988, en la cual el conjunto rojinegro alcanzó la instancia final, cayendo frente a Nacional de Uruguay.

### Gol número 100 y goleador histórico de Newell's
El 25 de mayo de 1989 Víctor Ramos convierte sus goles número 100 y 101 con la casaca rojinegra, en la goleada ante San Lorenzo de Almagro (4 a 0). Contando sólo los tantos por torneos locales, el récord llegará con la goleada leprosa en el clásico ante Rosario Central (5 a 3) por la Liguilla Pre-Libertadores, el 13 de junio de 1989.
El 5 de julio de 1989, y frente a Deportivo Español, Ramos se despide del club del Parque Independencia totalizando 104 goles con la camiseta de Newell's (102 por torneos de AFA y 2 por Copa Libertadores), convirtiéndose de esta forma el goleador histórico del profesionalismo de la institución contando sólo los torneos de AFA, récord que conserva hasta el día de hoy. Lo secundan Santiago Santamaría con 90 goles y Alfredo Obberti con 89.

### Nueva Chicago y Unión
En 1989 Ramos arriba a Nueva Chicago. Allí permanecería durante un año.
Posteriormente, en 1990, sería transferido a Unión de Santa Fe, donde continuaría su carrera hasta su retiro en el año 1991.

## Selección nacional
Ramos totalizó 10 encuentros con la camiseta de la Selección Argentina.
Fue parte del plantel que disputó la Copa América 1983, en donde convirtió un gol.

## Clubes
| Club              | País      | Año        |
| ----------------- | --------- | ---------- |
| Newell's Old Boys | Argentina | 1978-1984  |
| Nantes            | Francia   | 1984-1985  |
| Toulon            | Francia   | 1985-1987  |
| Newell's Old Boys | Argentina | 1987-1989  |
| Nueva Chicago     | Argentina | 1989 -1990 |
| Unión de Santa Fe | Argentina | 1991       |

## Palmarés

### Campeonatos nacionales
| Título           | Club              | País      | Año  |
| ---------------- | ----------------- | --------- | ---- |
| Primera División | Newell's Old Boys | Argentina | 1988 |

### Distinciones individuales
| Distinción                                     | Año  |
| ---------------------------------------------- | ---- |
| Máximo goleador de Primera División (30 goles) | 1983 |